# Антропоцен
Антропоцен (др.-греч. ἄνθρωπος — «человек» + др.-греч. καινός — «недавно появившийся») — неформальный научный термин, обозначающий новейшую геологическую эпоху, длящуюся более 100 лет, с высоким уровнем человеческой активности по истреблению дикой природы и играющей существенную роль в биосфере Земли.
В 2024 году совместное решение IUGS и ICS по поводу четвертичной стратиграфии (Комиссия SQS) отклонило официальное предложение о признании антропоцена отдельной геологической эпохой (формальной единицей геологической шкалы времени) в геохронологии. Несмотря на отказ от формальной единицы геологической шкалы времени, антропоцен, тем не менее, будет продолжать использоваться не только учеными, изучающими Землю и окружающую среду, но также социологами, политиками и экономистами, а также широкой общественностью. Он останется свидетельством существенного воздействия человека на экосистемы Земли.

## История
Идея выделения особой геологической эпохи, затронутой глобальной деятельностью человека, берёт своё начало от итальянского учёного Антонио Стоппани — предложил термин «антропозой» (1873), А. П. Павлова — предложил термин «антропоген» (1914) (приравнивая его к четвертичному периоду), и В. И. Вернадского — развил термин «ноосфера».
Термин «антропоцен» (по аналогии с общепринятым термином «голоцен» — эпоха, продолжающаяся последние 12 тысяч лет) был впервые введён экологом Юджином Стормером, а затем широко популяризован специалистом в химии атмосферы, Нобелевским лауреатом по химии Паулем Крутценом. Стормер писал: «Я начал использовать термин „антропоцен“ в 1980-е годы, но не смог формализовать его, пока Пауль не связался со мной».
Крутцен вспоминал: «Я был на конференции, где кто-то что-то сказал про голоцен. Я внезапно подумал, что это было неправильно. Мир слишком сильно изменился. Поэтому я сказал: „Нет, сейчас мы находимся в антропоцене“. Я просто экспромтом придумал это слово. Все были шокированы. Но, похоже, слово прижилось».
Крутцен впервые напечатал новый термин в 2000 году в брошюре Международной программы по геосфере-биосфере. В 2008 году в журнале GSA Today отмечалось, что в понятии эпоха антропоцена есть подходящий смысл.
В 2008 году предложение о выделении антропоцена в качестве формальной единицы геохронологической шкалы было представлено на рассмотрение Комиссии по стратиграфии Геологического общества Лондона и в данное время рассматривается специальными рабочими группами геологических научных обществ. На 35-й сессии Международного геологического конгресса, проводившейся с 27 августа по 4 сентября 2016 года, рабочей группой были представлены свидетельства начала новой геологической эпохи, делегаты проголосовали за то, чтобы рекомендовать антропоцен в качестве новой эпохи, начавшейся в 1950-е годы. Если рекомендация будет одобрена Международной комиссией по стратиграфии и ратифицирована Международным союзом геологических наук, то данная эпоха будет официально принята.
Международный союз геологических наук в 2019 году объявил о планировании принятия данной эпохи как официальной части стратиграфической шкалы.
11 июля 2023 года пресс-служба Саутгемптонского университета сообщила, что геологи предложили использовать прослойки отложений со дна канадского озера Кроуфорд в качестве эталона, который свидетельствует о начале антропоцена. «Присутствие плутония в годичных прослойках отложений на дне озера Кроуфорд является четким индикатором того, когда человечество начало доминировать на Земле и оставило глобальный след на планете. Плутоний присутствует в природе лишь в следовых количествах, однако в начале 1950 годов его концентрация начала резко расти по всему миру из-за испытаний первых термоядерных бомб», — сказал профессор Эндрю Канди.
В марте 2024 года, после более чем 15 лет обсуждений, предложение IUGS об антропоцене было отклонено, в том числе из-за спора по поводу времени начала (середина XX века). Однако в будущем может быть принято другое решение. Ян А. Пиотровски, член комитета и геолог Орхусского университета, использовал для анторопоцена менее строгий термин «событие» и заметил: «Люди, которые придут после нас, будут решать, как классифицировать».

## Определение эпохи

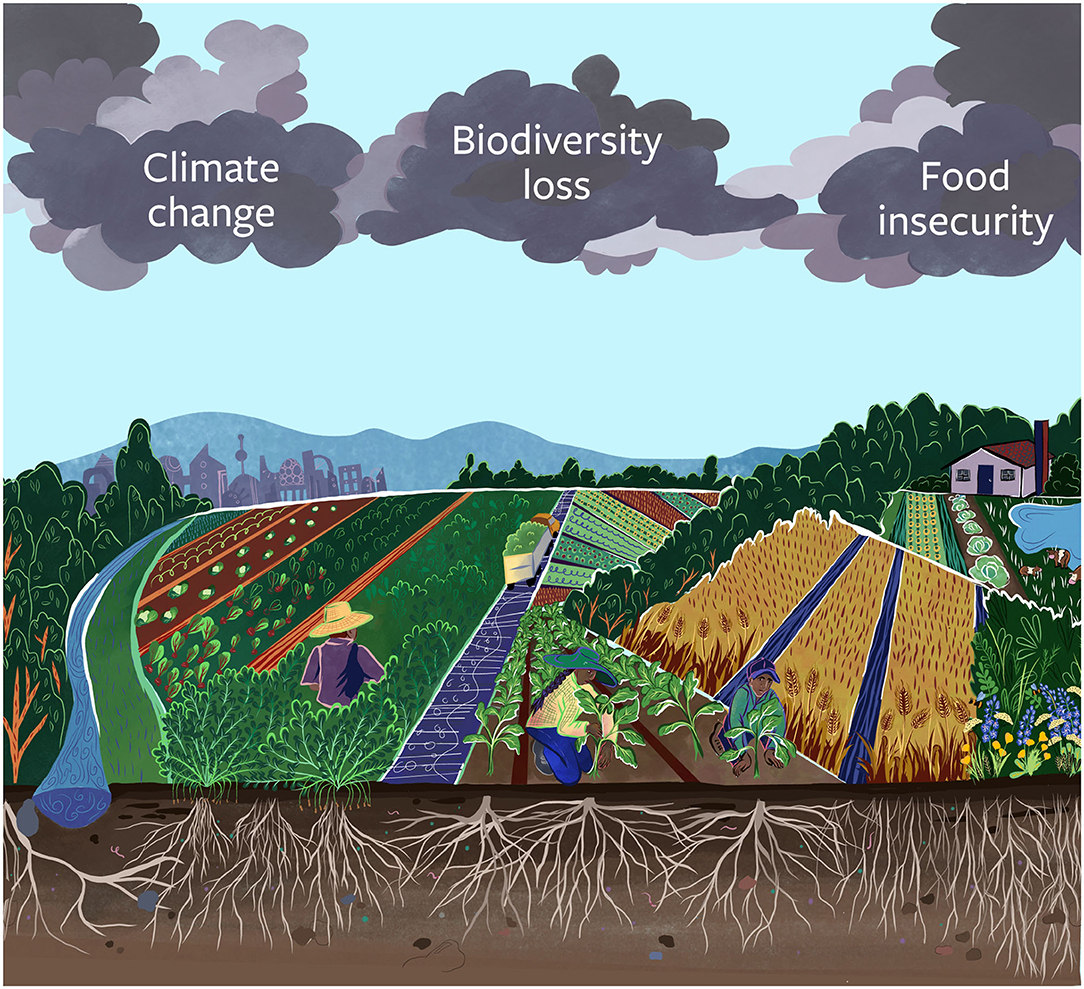
3 всадника апокалипсиса антропоцена — изменение климата, утрата биоразнообразия и глобальная продовольственная нестабильность, которые дают дополнительное суммарное усугубление социально-экономического положения

Изменения окружающей среды, вызванные деятельностью человека, в наибольшей степени выражены с начала промышленной революции. Однако, американский палеоклиматолог Уильям Руддимэн выдвинул гипотезу «раннего антропоцена», по которой эпоха началась около 8 тысяч лет назад с появлением земледелия. В этот период, называемый неолитическая революция, человек, ареал которого к тому времени был уже распространён на все материки кроме Антарктиды, перешёл от охоты и собирательства к земледелию и животноводству. Этот период связан с вымиранием крупных животных, таких как мамонты и нелетающие птицы. С другой стороны, такой «ранний антропоцен» фактически совпадает с голоценом, плотность населения Земли в то время была ещё относительно низкой, а его активность значительно ниже, чем в последние века.
С точки зрения характеристических следов элементов, на леднике в округе Фримонт были, например, обнаружены слои хлора, соответствующие испытаниям атомной бомбы в 1960-х годах, и ртути, связанной с массовым сжиганием угля в 1980-х годах.
Дж. К. Скотт высказывался: «Хотя начало плотного антропоцена ряд ученых связывает со всемирным накоплением радиоактивности после сброса первой атомной бомбы, существует и то, что я называю „тонким“ антропоценом: он начался с использования огня Homo erectus около полумиллиона лет назад и расширяется за счет расчистки все новых территорий под земледелие и пастбища, что приводит к вырубке лесов и заиливанию почв».

## Природа воздействия человека

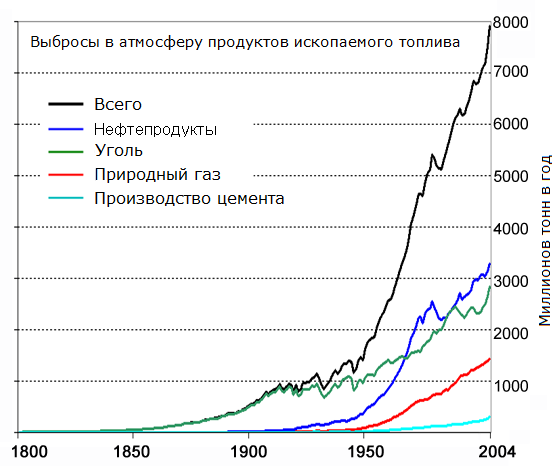

### Массовое вымирание
Возможно, вследствие деятельности человека произошло вымирание большого числа видов. По докладу Всемирного фонда дикой природы (WWF), с 1970 по 2012 год индекс, отражающий численность различных видов животных, снизился на 58 %, а популяции животных, живущих в пресной воде, сократились на 81 %. Человек, видимо, ускорил естественный процесс исчезновения видов в 100 или 1000 раз. Биомасса фитопланктона, которая составляла около 50 % всей фотосинтезирующей биомассы Земли, снизилась на 40 % с 1950-х годов из-за потепления океана.

### Климат
Основной геологически значимый признак человеческой активности — это увеличение уровня углекислого газа (CO2) в атмосфере Земли. За последний миллион лет концентрация CO2 в атмосфере колебалась от 0,018 до 0,028 %. В результате деятельности человека его уровень, начиная с начала промышленной революции, стал расти. К 2019 году уровень CO2 достиг 0,041 %, в основном в результате сжигания ископаемого топлива, включая уголь, нефть и природный газ, а также производства цемента и уменьшения площадей, покрытых лесом.

### Изменение состава окружающей среды
Использование всех видов энергии к 2010 году выросло по сравнению с 1950 годом в 5 раз, применение химических удобрений — в 4 раза, в природной среде появились и накапливаются не существовавшие ранее материалы — стекло, металлический алюминий, пластмассы, железобетон.
Испытания ядерных бомб в 1940-х годах были маркером перехода к новой эпохе. До 90 % от общего числа искусственных радионуклидов попало в окружающую среду в результате атмосферных ядерных испытаний. Около 76 % глобальных выпадений стронция-90 пришлось на Северное полушарие, где было проведено 90 % от общего числа испытаний. Присутствие стронция-90 в детских зубах вследствие атмосферных ядерных испытаний было подтверждено исследованием канадского физика Урсулы Франклин, что стало одним из факторов принятия международного моратория на такие испытания.